# Karl Del'Haye
Karl "Kalle" Del'Haye (Aken, 18 augustus 1955) is een Duits voormalig voetballer die speelde als aanvaller.

## Carrière
Del'Haye maakte zijn profdebuut in 1973 voor Alemannia Aachen maar vertrok na een jaar al naar Borussia Mönchengladbach. Daar speelde hij zeven seizoenen en won de UEFA Cup in 1975 en 1979; de landstitel in 1975, 1976 en 1977. Van 1980 tot 1985 speelde hij voor Bayern München, daarmee won hij twee landstitels in 1981 en 1985; twee bekers in 1982 en 1984; en de supercup 1982. Nadien speelde hij nog voor Fortuna Düsseldorf en SC Union Nettetal.
Hij speelde twee interlands voor West-Duitsland waarmee hij deelnam aan het EK voetbal 1980.

## Erelijst
- Borussia Mönchengladbach
  - UEFA Cup: 1975, 1979
  - Landskampioen: 1975, 1976, 1977
  - Duitse supercup: 1977 (officieus)
- Bayern München
  - Landskampioen: 1981, 1985
  - DFB-Pokal: 1982, 1984
  - Duitse supercup: 1982
- West-Duitsland
  - EK voetbal: 1980

1 Schumacher ·
2 Briegel ·
3 Cullmann ·
4 K. Förster ·
5 Dietz  ·
6 Schuster ·
7 B. Förster ·
8 Rummenigge ·
9 Hrubesch ·
10 Müller ·
11 Allofs ·
12 Memering ·
13 Bonhof ·
14 Magath ·
15 Stielike ·
16 Zimmermann ·
17 Del'Haye ·
18 Matthäus ·
19 Votava ·
20 Kaltz ·
21 Junghans ·
22 Immel ·
Coach: Derwall